# Who Cares a Lot?
Who Cares A Lot? – pierwsza składanka amerykańskiego zespołu Faith No More z 1998 roku.

## Lista utworów

### Dysk pierwszy
1. We Care A Lot (4:03)
2. Introduce Yourself (1:33)
3. From out of Nowhere (3:21)
4. Epic (4:53)
5. Falling to Pieces (5:12)
6. Midlife Crisis (4:17)
7. A Small Victory (4:56)
8. Easy (3:07)
9. Digging the Grave (3:04)
10. The Gentle Art of Making Enemies (3:29)
11. Evidence (4:54)
12. I Started A Joke (3:00)
13. Last Cup of Sorrow (4:09)
14. Ashes to Ashes (3:36)
15. Stripsearch (4:29)

### Drugi dysk
1. The World Is Yours (5:52)
2. Hippie Jam Song (4:58)
3. Instrumental (4:59)
4. I Won't Forget You (4:09)
5. Introduce Yourself (1:43)
6. Highway Star (live) (1:07)
7. Theme From Midnight Cowboy (live) (1:03)
8. This Guy's in Love with You (live) (4:19)>

### Europejskie wydanie
1. We Care A Lot (4:03)
2. Introduce Yourself (1:33)
3. From out of Nowhere (3:21)
4. Epic (4:53)
5. Falling to Pieces (5:12)
6. Midlife Crisis (4:17)
7. A Small Victory (4:56)
8. Easy (3:07)
9. Digging the Grave (3:04)
10. The Gentle Art of Making Enemies (3:29)
11. Evidence (4:54)
12. I Started A Joke (3:00)
13. Last Cup of Sorrow (4:09)
14. Ashes to Ashes (3:36)
15. Stripsearch (4:29)
16. The World Is Yours (5:52)
17. Hippie Jam Song (4:58)
18. Instrumental (4:59)
19. I Won't Forget You (4:09)
20. Introduce Yourself (4-Track Demos)(1:43)